# Andrena
Genre
Les Andrènes (Andrena) ou abeilles des sables sont un genre d'abeilles rassemblant la majorité des espèces de la famille des Andrenidae.
Avec plus de 1 300 espèces, c'est l'un des plus grands groupes de tous les genres d'abeilles. Il fait partie du groupe des abeilles à langue courte.

## Distribution
Ce genre a des représentants presque partout dans le monde sauf en Océanie et en Amérique du Sud.

## Description physique
Couleur et aspect : ces abeilles sont souvent brunes à noires avec des bandes velues variablement colorées sur l'abdomen (de blanchâtre à roux-rougeâtre).
Longueur du corps : généralement 8 à 17 mm. Le mâle est plus petit et plus frêle que la femelle. Le dimorphisme sexuel se marque par le développement des scopae et des structures collectrices de pollen (femelle), ainsi que par la présence d'une plaque pygidiale triangulaire à l'extrémité de l'abdomen.
Les femelles d’Andrena se distinguent facilement de la plupart des autres petites abeilles par une tache velue située entre les yeux et la base de leurs antennes, la fovea, qui présente une structure caractéristique.
Les poils "scopaux" sur le trochanter de la patte arrière sont souvent très longs. La plupart des espèces ont également une "corbicula" (panier à pollen) très développée sur les côtés du thorax. Elle est formée par une frange de poils extérieurs et peut ou non contenir des  poils internes qui fixent le pollen (selon les espèces).

## Biologie

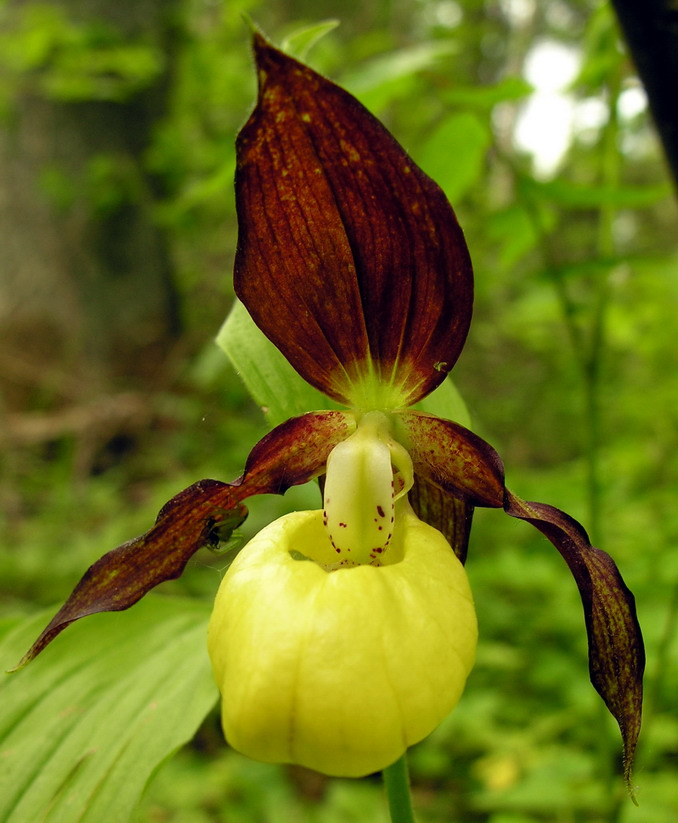
Cypripedium calceolus (sabot de Vénus) ou des dizaines d'autres orchidées de ce genre (Cypripedium) dépendent des Andrena pour leur pollinisation.

En zones tempérées, les abeilles du genre Andrena (mâles et femelles) sortent du sol où leurs pupes passent l’hiver quand la température atteint 20 à 30 °C.
Après accouplement, les femelles cherchent des sites de nidification (« terriers »), où elles construisent de petites cellules contenant une boule de pollen mélangée avec du nectar, sur lequel un œuf est pondu, avant que chaque cellule soit scellée.
Les Andrena sont des pollinisateurs fréquents des orchidées Cypripedium qui les attirent par leur couleur de fleur, par des molécules proches de leurs phéromones et par les signaux dits « malhonnêtes » du staminode et du labelle qui font croire à la présence de nectar. On parle alors de pseudocopulation. En Europe, chaque espèce d’Andrena pourrait être spécifiquement associée à une variété de Cypripedium calceolus (Kull, 1991; Kull, 1999 ; Bergström, 1985, Bergström et al., 1991 cités par Florence Nicolè).

## Habitat
Les Andrena préfèrent généralement les sols sablonneux, entre les pavés, près d’arbres les protégeant de la chaleur ou sous des arbustes dont les feuilles mortes les protègeront d’un gel excessif.

## Liste d'espèces

### Espèces présentes en Europe
Selon[réf. nécessaire] :
- Andrena abbreviata Dours, 1873
- Andrena aberrans Eversmann, 1852
- Andrena abjecta Perez, 1895
- Andrena abrupta Warncke, 1967
- Andrena aciculata Morawitz, 1886
- Andrena aegyptiaca Friese, 1899
- Andrena aegypticola Friese, 1922

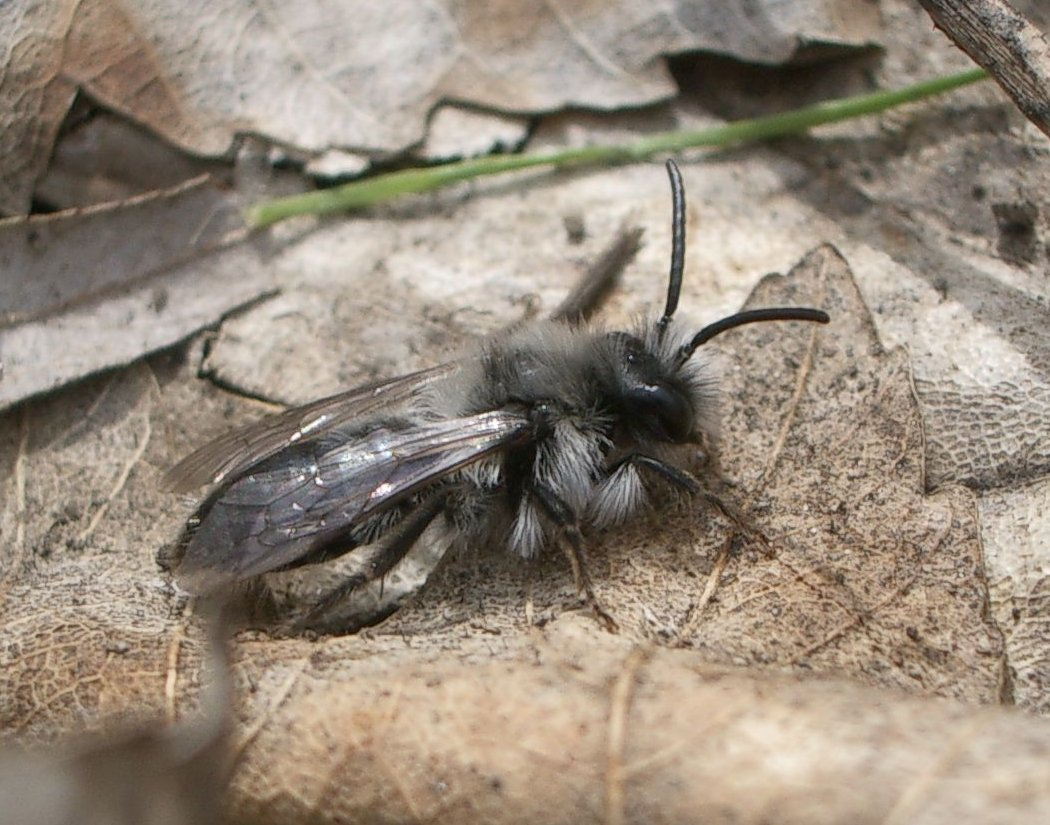
Andrena cineraria mâle

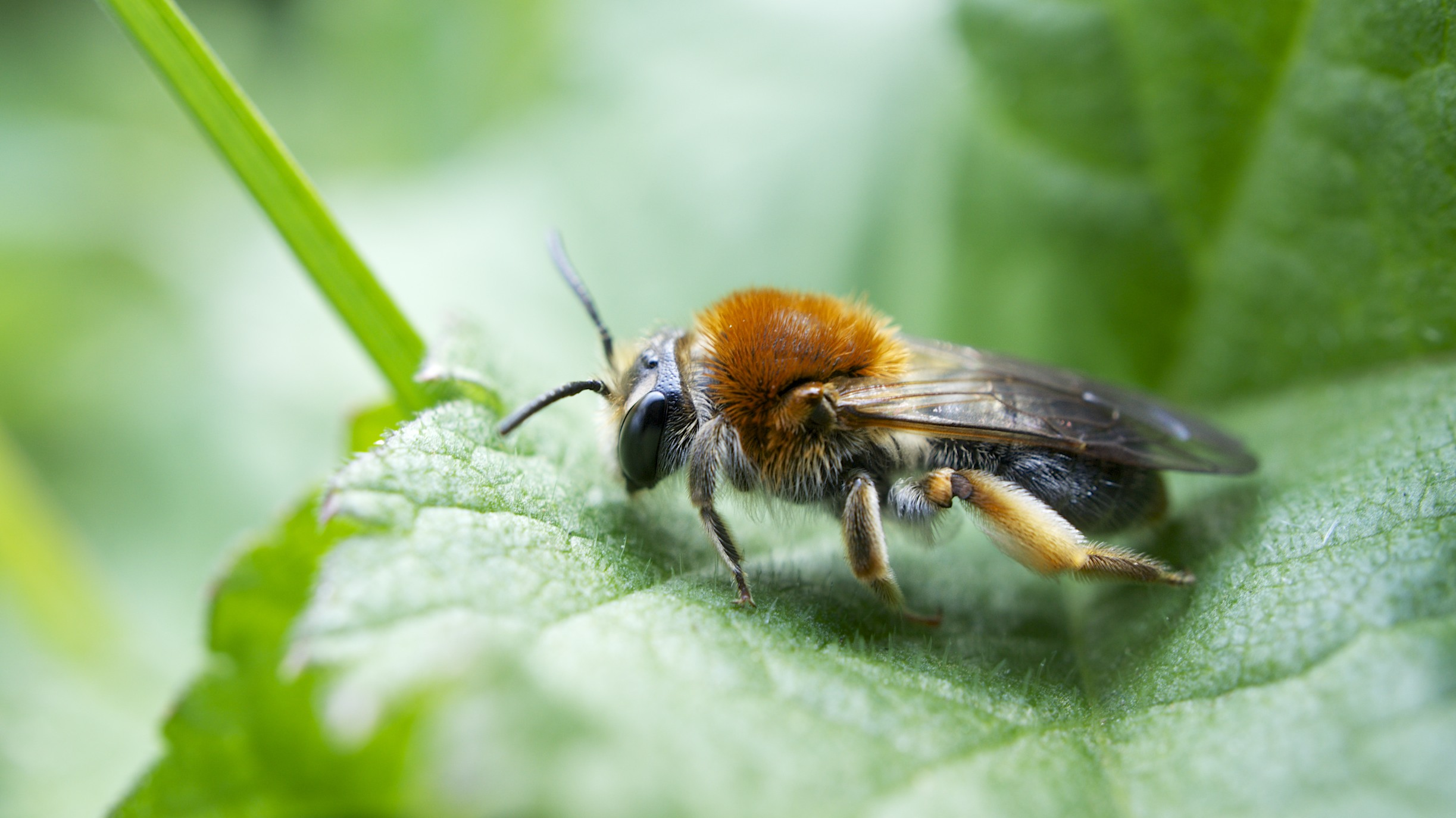
Andrena haemorrhoa

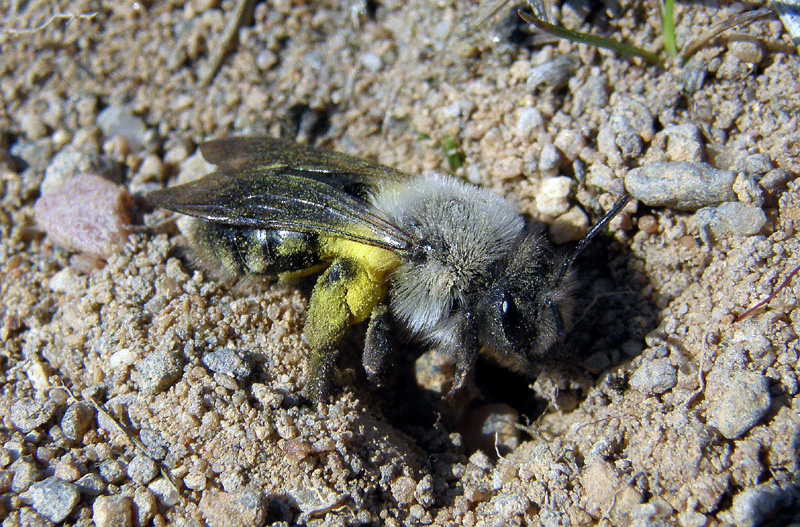
Andrena vaga

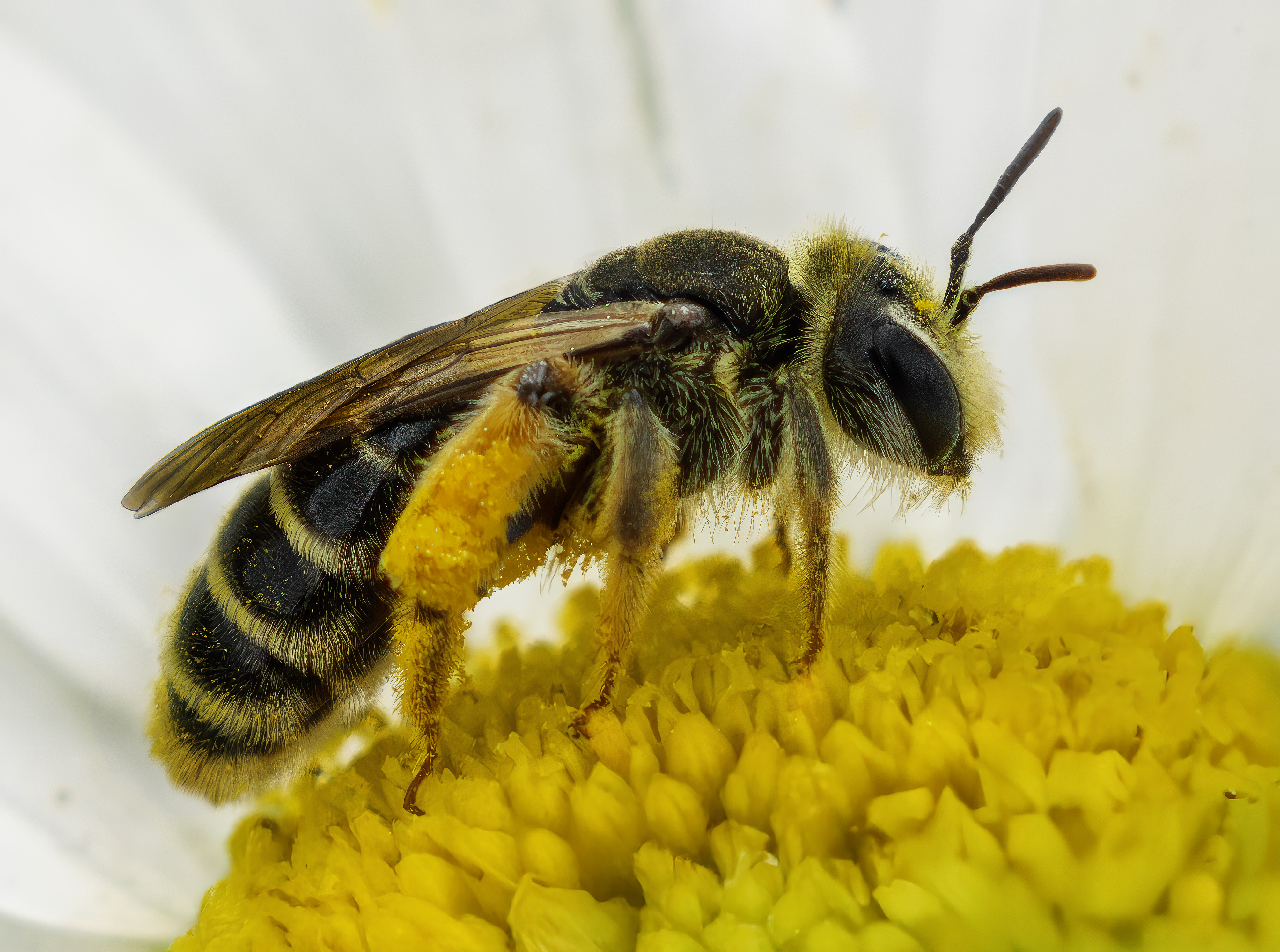
Andrena wilkella

- Andrena aeneiventris Morawitz, 1872
- Andrena aerinifrons Dours, 1873
- Andrena afrensis Warncke, 1967
- Andrena agilissima (Scopoli, 1770)
- Andrena agnata Warncke, 1967
- Andrena albopunctata (Rossi, 1792)
- Andrena alfkenella Perkins, 1914
- Andrena alfkenelloides Warncke, 1965
- Andrena allosa Warncke, 1975
- Andrena alluaudi Benoist, 1961
- Andrena anatolica Alfken, 1935
- Andrena angustior (Kirby, 1802)
- Andrena anthrisci Bluethgen, 1925
- Andrena antigana Perez, 1895
- Andrena apicata Smith, 1847
- Andrena apiformis Kriechbaumer, 1873
- Andrena argentata Smith, 1844
- Andrena asperrima Perez, 1895
- Andrena asperula Osichnyuk, 1977
- Andrena assimilis Radoszkowski, 1876
- Andrena astica Warncke, 1967
- Andrena astrella Warncke, 1975
- Andrena athenensis Warncke, 1965
- Andrena atrata Friese, 1887
- Andrena atrotegularis Hedicke, 1923
- Andrena avara Warncke, 1967
- Andrena barbareae Panzer, 1805
- Andrena barbilabris (Kirby, 1802)
- Andrena bayona Warncke, 1975
- Andrena bellidis Perez, 1895
- Andrena bicolor Fabricius, 1775
- Andrena bicolorata (Rossi, 1790)
- Andrena biguttata Friese, 1922
- Andrena bimaculata (Kirby, 1802)
- Andrena binominata Smith, 1853
- Andrena bisulcata Morawitz, 1877
- Andrena blanda Perez, 1895
- Andrena boyerella Dours, 1872
- Andrena braunsiana Friese, 1887
- Andrena breviscopa Perez, 1895
- Andrena brumanensis Friese, 1899
- Andrena bucephala Stephens, 1846
- Andrena bulgariensis Warncke, 1965
- Andrena caneae Strand, 1915
- Andrena caneiba Strand, 1915
- Andrena canohirta (Friese, 1923)
- Andrena caprimulga Warncke, 1975
- Andrena carantonica Perez, 1902
- Andrena caspica Morawitz, 1886
- Andrena cervina Warncke, 1975
- Andrena chaetogastra Pittioni, 1950
- Andrena chalcogastra Brullé, 1839
- Andrena chelma Warncke, 1975
- Andrena chersona Warncke, 1972
- Andrena chrysopus Perez, 1903
- Andrena chrysopyga Schenck, 1853
- Andrena chrysosceles (Kirby, 1802)
- Andrena cineraria (Linnaeus, 1758)
- Andrena cinerea Brullé, 1832
- Andrena cinereophila Warncke, 1965
- Andrena clarkella (Kirby, 1802)
- Andrena clusia Warncke, 1966
- Andrena clypella Strand, 1921
- Andrena coitana (Kirby, 1802)
- Andrena colletiformis Morawitz, 1873
- Andrena colonialis Morawitz, 1886
- Andrena combaella Warncke, 1966
- Andrena combinata (Christ, 1791)
- Andrena compta Lepeletier, 1841
- Andrena comta Eversmann, 1852
- Andrena concinna Smith, 1853
- Andrena congruens Schmiedeknecht, 1883
- Andrena corax Warncke, 1967
- Andrena cordialis Morawitz, 1877
- Andrena crassana Warncke, 1965
- Andrena creberrima Perez, 1895
- Andrena cubiceps Friese, 1914
- Andrena curtula Perez, 1903
- Andrena curvana Warncke, 1965
- Andrena curvungula Thomson, 1870
- Andrena cussariensis Morawitz, 1886
- Andrena cyanomicans Perez, 1895
- Andrena cypria Pittioni, 1950
- Andrena cypricola Mavromoustakis, 1952
- Andrena damara Warncke, 1968
- Andrena dargia Warncke, 1965
- Andrena decipiens Schenck, 1861
- Andrena delphiensis Warncke, 1965
- Andrena denticulata (Kirby, 1802)
- Andrena dentiventris Morawitz, 1874
- Andrena derbentina Morawitz, 1886
- Andrena dinizi Warncke, 1975
- Andrena discors Erichson, 1841
- Andrena distinguenda Schenck, 1871
- Andrena djelfensis Perez, 1903
- Andrena dorsalis Brullé, 1832
- Andrena dorsata (Kirby, 1802)
- Andrena doursana Dufour, 1853
- Andrena dubiosa Kohl, 1905
- Andrena elegans Giraud, 1863
- Andrena enslinella Stoeckhert, 1924
- Andrena erberi Morawitz, 1871
- Andrena exigua Erichson, 1835
- Andrena eximia Smith, 1847
- Andrena exquisita Warncke, 1975
- Andrena fabrella Perez, 1903
- Andrena falsifica Perkins, 1915
- Andrena farinosa Perez, 1895
- Andrena ferox Smith, 1847
- Andrena ferrugineicrus Dours, 1872
- Andrena fertoni Perez, 1895
- Andrena figurata Morawitz, 1866
- Andrena fimbriata Brullé, 1832
- Andrena flavipes Panzer, 1799
- Andrena flavobila Warncke, 1965
- Andrena florea Fabricius, 1793
- Andrena florentina Magretti, 1883
- Andrena floricola Eversmann, 1852
- Andrena florivaga Eversmann, 1852
- Andrena forsterella Warncke, 1967
- Andrena fria Warncke, 1975
- Andrena fucata Smith, 1847
- Andrena fulica Warncke, 1974
- Andrena fulva (Müller, 1766)
- Andrena fulvago (Christ, 1791)
- Andrena fulvata Stoeckhert, 1930
- Andrena fulvida Schenck, 1835
- Andrena fulvitarsis Brullé, 1832
- Andrena fumida Perez, 1895
- Andrena funerea Warncke, 1967
- Andrena fuscipes (Kirby, 1802)
- Andrena fuscosa Erichson, 1835
- Andrena gallica Schmiedeknecht, 1883
- Andrena gamskrucki Warncke, 1965
- Andrena garrula Warncke, 1965
- Andrena gelriae van der Vecht, 1927
- Andrena glidia Warncke, 1965
- Andrena gordia Warncke, 1975
- Andrena graecella Warncke, 1965
- Andrena grandilabris Perez, 1903
- Andrena granulosa Perez, 1902
- Andrena gravida Imhoff, 1832
- Andrena griseobalteata Dours, 1873
- Andrena grossella Gruenwalt, 1976
- Andrena grozdanici Osychnyuk, 1975
- Andrena haemorrhoa (Fabricius, 1781)
- Andrena hattorfiana (Fabricius, 1775)
- Andrena hedikae Jaeger, 1934
- Andrena helenica Warncke, 1965
- Andrena helvola (Linnaeus, 1758)
- Andrena hesperia Smith, 1853
- Andrena hillana Warncke, 1967
- Andrena hispania Warncke, 1967
- Andrena humabilis Warncke, 1965
- Andrena humilis Imhoff, 1832
- Andrena hungarica Friese, 1887
- Andrena hyacinthina Mavromoustakis, 1958
- Andrena hyemala Warncke, 1973
- Andrena hypopolia Schmiedeknecht, 1883
- Andrena hystrix Schmiedeknecht, 1883
- Andrena icterina Warncke, 1974
- Andrena illyrica Warncke, 1975
- Andrena impunctata Perez, 1895
- Andrena incisa Eversmann, 1852
- Andrena intermedia Thomson, 1870
- Andrena isis Schmiedeknecht, 1900
- Andrena ispida Warncke, 1965
- Andrena kamarti Schmiedeknecht, 1900
- Andrena korleviciana Friese, 1887
- Andrena kornosica Mavromoustakis, 1954
- Andrena kriechbaumeri Schmiedeknecht, 1883
- Andrena labialis (Kirby, 1802)
- Andrena labiata Fabricius, 1781
- Andrena labiatula Osychnyuk, 1993
- Andrena lagopus Latreille, 1809
- Andrena lamiana Warncke, 1965
- Andrena langadensis Warncke, 1965
- Andrena lapponica Zetterstedt, 1838
- Andrena lateralis Morawitz, 1876
- Andrena lathyri Alfken, 1899
- Andrena lepida Schenk, 1861
- Andrena leptopyga Perez, 1895
- Andrena leucolippa Perez, 1886
- Andrena leucophaea Lepeletier, 1841
- Andrena leucopsis Warncke, 1967
- Andrena limassolica Mavromoustakis, 1948
- Andrena limata Smith, 1853
- andrena limbata Eversmann, 1852
- Andrena lindbergella Pittioni, 1950
- Andrena lineolata Warncke, 1967
- Andrena livens Perez, 1895
- Andrena locajoni Destefani, 1889
- Andrena longibarbis Perez, 1895
- Andrena lonicera Warncke, 1973
- Andrena macroptera Warncke, 1974
- Andrena maderensis Cockerell, 1922
- Andrena magna Warncke, 1965
- Andrena magunta Warncke, 1965
- Andrena majalis Morawitz, 1876
- Andrena marginata Fabricius, 1777
- Andrena mariana Warncke, 1968
- Andrena medeninensis Perez, 1895
- Andrena mediovittata Perez, 1895
- Andrena merula Warncke, 1969
- Andrena metallescens Cockerell, 1906
- Andrena microthorax Perez, 1895
- Andrena miegiella Dours, 1873
- Andrena minapalumboi Gribodo, 1894
- Andrena minutula (Kirby, 1802)
- Andrena minutuloides Perkins, 1914
- Andrena mitis Schmiedeknecht, 1883
- Andrena mocsaryi Schmiedeknecht, 1883
- Andrena molesta Perez, 1903
- Andrena monacha Warncke, 1965
- Andrena monilia Warncke, 1967
- Andrena montana Warncke, 1973
- Andrena montarca Warncke, 1975
- Andrena morio Brullé, 1832
- Andrena mucida Kriechbaumer, 1873
- Andrena mucronata Morawitz, 1871
- Andrena murana Warncke, 1967
- Andrena muscaria Warncke, 1965
- Andrena nana (Kirby, 1802)
- Andrena nanaeiformis Noskiewicz, 1925
- Andrena nanula Nylander, 1848
- Andrena nasuta Giraud, 1863
- Andrena nebularia Warncke, 1975
- Andrena neocypriaca Mavromoustakis, 1956
- Andrena nigriceps (Kirby, 1802)
- Andrena nigroaenea (Kirby, 1802)
- Andrena nigroolivacea Dours, 1873
- Andrena nigrospina Thomson, 1872
- Andrena nigroviridula Dours, 1873
- Andrena nilotica Warncke, 1967
- Andrena nitida (Müller, 1776)
- Andrena nitidiuscula Schenk, 1853
- Andrena nitidula Perez, 1903
- Andrena niveata Friese, 1887
- Andrena nobilis Morawitz, 1874
- Andrena nucleola Warncke, 1973
- Andrena numida Lepeletier, 1841
- Andrena nuptialis Perez, 1902
- Andrena nycthemera Imhoff, 1868
- Andrena oblita Warncke, 1967
- Andrena oedicnema Warncke, 1975
- Andrena oralis Morawitz, 1876
- Andrena orana Warncke, 1975
- Andrena orbitalis Morawitz, 1872
- Andrena orientana Warncke, 1965
- Andrena ornata Morawitz, 1866
- Andrena ovatula (Kirby, 1802)
- Andrena oviventris Perez, 1895
- Andrena paganettina Warncke, 1965
- Andrena pallidicincta Brullé, 1832
- Andrena pallitarsis Perez, 1903
- Andrena palumba Warncke, 1974
- Andrena pandellei Perez, 1903
- Andrena pandosa Morawitz, 1876
- Andrena panurgimorpha Mavromoustakis, 1957
- Andrena panurgina Destefani, 1889
- Andrena pareklisiae Mavromoustakis, 1957
- Andrena parviceps Kriechbaumer, 1873
- Andrena passerina Warncke, 1974
- Andrena paucisquama Noskiewicz, 1924
- Andrena pellucens Perez, 1895
- Andrena pelopa Warncke, 1975
- Andrena pilipes Fabricius, 1781
- Andrena polemediana Mavromoustakis, 1956
- Andrena polita Smith, 1847
- Andrena pontica Warncke, 1972
- Andrena potentillae Panzer, 1809
- Andrena praecox (Scopoli, 1763)
- Andrena probata Warncke, 1973
- Andrena producta Warncke, 1973
- Andrena proxima (Kirby, 1802)
- Andrena pruinosa Erichson, 1835
- Andrena puella Alfken, 1938
- Andrena punctatissima Morawitz, 1866
- Andrena pusilla Perez, 1903
- Andrena pyropygia Kriechbaumer, 1873
- Andrena pyrozonata Friese, 1895
- Andrena quadrimaculata Friese, 1921
- Andrena ranunculi Schmiedeknecht, 1883
- Andrena ranunculorum Morawitz, 1878
- Andrena relata Warncke, 1967
- Andrena reperta Warncke, 1974
- Andrena resoluta Warncke, 1973
- Andrena rhenana Stoeckhert, 1930
- Andrena rhypara Perez, 1903
- Andrena rhyssonota Perez, 1895
- Andrena robusta Warncke, 1975
- Andrena rogenhoferi Morawitz, 1872
- Andrena rosae Panzer, 1801
- Andrena roscipes Alfken, 1933
- Andrena rotundata Perez, 1895
- Andrena rotundilabris Morawitz, 1877
- Andrena ruficrus Nylander, 1848
- Andrena rufizona Imhoff, 1834
- Andrena rufomaculata Friese, 1921
- Andrena rufula Schmiedeknecht, 1883
- Andrena rugothorace Warncke, 1965
- Andrena rugulosa Stoeckhert, 1935
- Andrena russula Lepeletier, 1841
- Andrena saettana Warncke, 1975
- Andrena sagittaria Warncke, 1968
- Andrena sandanskia Warncke, 1973
- Andrena sardoa Lepeletier, 1841
- Andrena savignyi Spinola, 1838
- Andrena saxonica Stoeckhert, 1935
- Andrena schencki Morawitz, 1866
- Andrena schletterei Friese, 1896
- Andrena schmiedeknechti Magretti, 1883
- Andrena schwarzi Warncke, 1975
- Andrena scita Eversmann, 1852
- Andrena semiaenea Morawitz, 1876
- Andrena semilaevis Perez, 1903
- Andrena seminuda Friese, 1896
- Andrena semirubra Morawitz, 1876
- Andrena senecionis Perez, 1895
- Andrena senex Eversmann, 1852
- Andrena sericata Imhoff, 1868
- Andrena serraticornis Warncke, 1965
- Andrena sibthorpi Mavromoustakis, 1952
- Andrena siciliana Warncke, 1980
- Andrena sillata Warncke, 1975
- Andrena similis Smith, 1849
- Andrena simillima Smith, 1851
- Andrena simontornyella Noskiewicz, 1939
- Andrena solenopalpa Benoist, 1945
- Andrena soror Dours, 1872
- Andrena sphecodimorpha Hedicke, 1942
- Andrena spolata Warncke, 1967
- Andrena spreta Perez, 1895
- Andrena stabiana Morice, 1899
- Andrena stepposa Osichnyuk, 1977
- Andrena stoeckhertella Pittioni, 1948
- Andrena stragulata Illiger, 1806
- Andrena strohmella Stoeckhert, 1928
- Andrena subopaca Nylander, 1848
- Andrena suerinensis Friese, 1884
- Andrena susterai Alfken, 1914
- Andrena symphyti Schmiedeknecht, 1883
- Andrena synadelpha Perkins, 1914
- Andrena taprobana Warncke, 1975
- Andrena taraxaci Giraud, 1861
- Andrena tarsata Nylander, 1848
- Andrena taxana Warncke, 1975
- Andrena tecta Radoszkowski, 1876
- Andrena tenuiformis Pittioni, 1950
- Andrena tenuistriata Perez, 1895
- Andrena thomsoni Ducke, 1898
- Andrena thoracica (Fabricius, 1775)
- Andrena tiaretta Warncke, 1974
- Andrena tibialis (Kirby, 1802)
- Andrena tomora Warncke, 1965
- Andrena torda Warncke, 1965
- Andrena transitoria Morawitz, 1871
- Andrena tridentata (Kirby, 1802)
- Andrena trikalensis Warncke, 1965
- Andrena trimmerana (Kirby, 1802)
- Andrena tringa Warncke, 1973
- Andrena truncatilabris Morawitz, 1877
- Andrena tscheki Morawitz, 1872
- Andrena tuberculifera Perez, 1895
- Andrena tunetana Schmiedeknecht, 1900
- Andrena ungeri Mavromoustakis, 1952
- Andrena unicincta Friese, 1899
- Andrena urdula Warncke, 1965
- Andrena vacella Warncke, 1975
- Andrena vachali Perez, 1895
- Andrena vaga Panzer, 1799
- Andrena variabilis Smith, 1853
- Andrena varians Kirby, 1802
- Andrena varicornis Perez, 1895
- Andrena vaulogeri Perez, 1895
- Andrena ventralis Imhoff, 1832
- Andrena ventricosa Dours, 1873
- Andrena verticalis Perez, 1895
- Andrena vetula Lepeletier, 1841
- Andrena vilipes Perez, 1895
- Andrena viridescens Viereck, 1916
- Andrena vulcana Dours, 1873
- Andrena vulpecula Kriechbaumer, 1873
- Andrena waschulzi Strand, 1921
- Andrena westensis Warncke, 1965
- Andrena wilhelmi Schuberth, 1995
- Andrena wilkella (Kirby, 1802)
- Andrena wolfi Gusenleitner & Scheuchl 2000
- Andrena wollastoni Cockerell, 1922